# Calligonum comosum
Calligonum comosum  es una especie de arbusto de la familia de las poligonáceas.

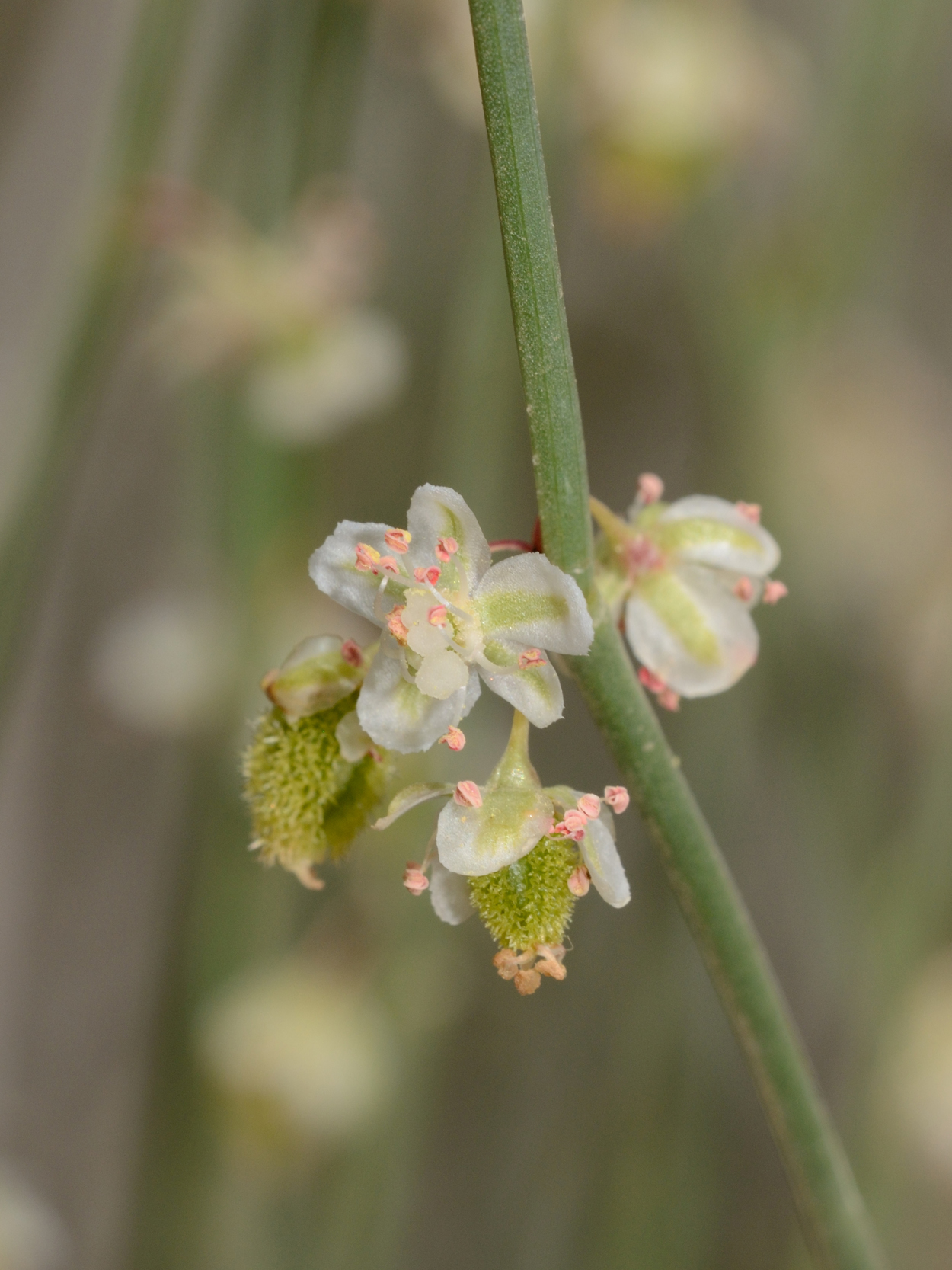
Detalle de las flores

## Descripción
Es un arbusto glabro, que alcanza un tamaño de hasta 1,5 m  o más de altura. Los tallos y las ramas ascendentes erectas, articuladas, tortuosas, convirtiéndose en lignificadas y blancas; las ramas jóvenes fasciculadas, verdes. Las hojas pronto caducifolias, de hasta 2,5 X 1 mm, subuladas; membranosa, corta, de 2 lóbulos. Pedicelos 1-3 en una axila. Flores alrededor de 3-5 mm, dispuestas en racimos a lo largo de las ramas jóvenes; perianto  de color blanco verdoso. Aquenio de hasta 1,3 x 0,6 cm. (Sin pelos), oblongo-ovoides, que lleva 10-16 filas de cerdas suaves, largas y ramificadas, algo dilatados en la base en 4 alas cortas. Fl. febrero-abril.

## Distribución y hábitat
Se encuentra en las arenas, dunas de arena, wadies de arena en zonas desérticas extremas. En el Sahara, W. y S. del Negev, valle del mar Muerto, valle de Arava y desierto de Edom.

## Taxonomía
Calligonum comosum fue descrita por Charles Louis L'Héritier de Brutelle y publicado en Transactions of the Linnean Society of London 1: 80. 1791.
Sinonimia
- Calligonum polygonoides subsp. comosum L'Hér.
- Pallasia comosa Raeusch.[2]